# Minaria micromeria
Minaria micromeria är en oleanderväxtart som först beskrevs av Joseph Decaisne, och fick sitt nu gällande namn av T.U.P.Konno och Rapini. Minaria micromeria ingår i släktet Minaria och familjen oleanderväxter. Inga underarter finns listade i Catalogue of Life.